# Volinska oblast
Volinska oblast (ukrajinsko Волинська область, latinizirano: Volyns'ka oblast'), pogovorno tudi Volin (ukrajinsko Воли́нь, latinizirano: Volyn'), je oblast na severozahodu Ukrajine. Njeno upravno središče je mesto Luck.
Ime je dobila po zgodovinski pokrajini Voliniji. Na vzhodu meji z Rivnensko in na jugu z Lvovsko oblastjo, na zahodu ima državno mejo s Poljsko, na severu pa z Belorusijo.

## Upravne delitve
Pred reformo julija 2020 se je oblast delila na 16 rajonov in štiri mesta oblastnega pomena, podrejena neposredno oblastni vladi.
Od oktobra 2020 oblast vsebuje štiri rajone:
| Rajon                    | Upravno središče | Površina (km²) | Prebivalstvo (2021) | Št. gromad |
| ------------------------ | ---------------- | -------------- | ------------------- | ---------- |
| Volodimir-Volinski rajon | Volodimir        | 2558,2         | 171.264             | 11         |
| Kamin-Kaširski rajon     | Kamin-Kaširski   | 4693,4         | 131.123             | 5          |
| Kovelski rajon           | Kovel            | 7647,9         | 268.082             | 23         |
| Lucki rajon              | Luck             | 5247,8         | 456.928             | 15         |